# یواس‌اس ارگنات (اس‌اس-۴۵۷)
یواس‌اس ارگنات (اس‌اس-۴۵۷) (به انگلیسی: USS Argonaut (SS-475)) یک زیردریایی بود که طول آن ۳۱۱ فوت ۸ اینچ (۹۵٫۰۰ متر) بود. این زیردریایی در سال ۱۹۴۴ ساخته شد.